# Каделл Тирнллуг
Каделл Тирнллуг (также Каделл Блестящая Рукоять и Каделл ап Кадеирн; валл. Cadell Ddyrnllwg; ок. 404—около 460 года или 430—после 470 года) — король Поуиса (около 447 — около 460).
В 429 году епископ Герман Осерский посещал Британию, когда Каделлу было около 25 лет. Каделл Блестящая Рукоять, по одной из версий, сын короля Поуиса Категирна, который погиб в 447 году в битве при Эпилсфорде с саксами. В том же году на Поуис напали ирландцы-язычники во главе с Банадлом, но Каделлу удалось удержать Поуис путём сожжения цитадели, в которой находились ирландцы. Столицей Поуиса при Каделле стал Кайр-Гурикон. Согласно же Харлеанским Генеалогиям, Каделл был сыном некоего Селемиауна (Селива?) и через своего сына Категирна, предком Майлло мап Камуйра, правителя Майлиэнида и Брохвайла ап Кингена, правителя Поуиса. Каделл женился на Гвелвил, дочери Брихана Брихейниогского. Каделл умер около 460 года.

## Биография
Принц Поуиса, впервые упомянутый в Historia Brittonum, где его зовут Кател Дурнлук. Когда святой Германиус пожелал поговорить с тираном Бенлли, ему не была предоставлена аудиенция, но он был гостеприимно принят Каделлом, одним из слуг Бенлли. Епископ Германиус посоветовал Каделлу не позволять никому из своих друзей оставаться в городе на следующую ночь. Каделл поспешно вошел в город и вывел своих девятерых сыновей. Ночью огонь упал с неба и уничтожил город вместе с Бенлли и всеми его жителями. Каделл был обращен проповедью Германа и крестился вместе со своими сыновьями. Герман благословил его, сказав: «Царь не останется без потомства твоего навеки, отныне ты будешь королем во все дни жизни твоей». Итак, Каделл был «воскресен из праха» и «в соответствии со словами Германиус, из слуги он стал королем, все его сыновья были королями, и от их потомков вся страна Поуис управляется по сей день».
В современном валлийском языке когномен Durnluc принимает форму Ddyrnlluch или Ddyrnllug, что означает «блестящая рукоять», от dwrn — «рукоять» и lluch — «блестящий» или llug — «яркий». Значение, очевидно, очень рано стало неясным и, возможно, интерпретировалось как производное от teyrn, «принц», и llwch, «пыль». Возможно, это послужило основой приведенной выше легенды, согласно которой Каделл имел скромное происхождение, автор фактически цитирует Псалом 113, стих 7.8: «Он поднимает бедного из праха». Однако в ранних валлийских текстах встречается форма dyrnlluc. Позже форма deyrnllwg стал популярным, и в конце концов к нему стали относиться как к производному от воображаемой территории под названием Тернилугг. Его также переводили как «Вале Роял» и отождествляли с районом этого имени в Чешире. Территория, которой первоначально правил Каделл Ддирнлуг, вероятно, была страной, окружающей крепость Бенлли, которая была одной из высот Клуидийского хребта. Район назывался Йель, по обе стороны верховьев реки Алун, и был центральным оплотом Северного Поуиса. Лланармон-ин-Иал до сих пор отмечает присутствие Гармона в этих краях. Предки и непосредственные потомки Каделла Ддирнлуга находятся в большой путанице.
Родословная «Харлея» дает ему сына Категирна и внуков Бриду и Пасгена. Но известно, что все эти трое — сыновья Вортигерна. Здесь мы снова имеем трех сыновей Вортигерна и самого Вортигерна, но в другом порядке. Бухедд Беуно соглашается сделать его сыном Кадеирна ап Вортигерна. В более поздних родословных между Каделлом и Вортигерном появляется четвертое имя, Ридвед Фрих. Очевидно, существовала традиция, согласно которой короли Поуиса происходили от Вортигерна, что, по-видимому, подтверждается упоминанием Вортигерна на колонне Валле-Крусис, хотя в харлеанских генеалогиях есть явная попытка подавить эту традицию . Версия Бухедда Беуно и JC, которая делает Каделла сыном Кадеирна сына Вортигрена удовлетворительно и кажется наиболее вероятным. Существует также путаница в отношении непосредственных потомков Каделла. Наиболее вероятный вывод состоит в том, что Каделл был отцом Кингена Глодрита и Тегида. Каделл Ддирнлуг считается предком Тудура Тревора, но его родословная недостаточна. Родословные из Колледж Иисуса делает его сыном Кадеирна ап Вортигрена, и отцом Бриду и Паскена. Здесь мы снова имеем трех сыновей Вортигерна и самого Вортигерна, но в другом порядке. Посмотрите имена. Потомков Каделла называют Каделлингами. Так, Талиесин говорит, что Кинан Гарвин принадлежит к «Линии Каделлинг, непоколебимый в бою». А Кинтелу называет каделлингов одним из племен Поуиса в своей поэме «Гвелигортеу Поуис». «Традиционная резиденция семьи Каделлингов находилась в Сегидфе или Гилсфилде (северный Поуис). Каделл Ддирнлуг считается предком Тудура Трефора, но его родословная недостаточна.